# Aleksandr Borodaj
Aleksandr Jurevitj Borodaj (ryska: Александр Юрьевич Бородай) född 1972 i Moskva, Ryska SFSR, Sovjetunionen, är en prorysk separatist av rysk börd. Han var premiärminister i  Folkrepubliken Donetsk fram till 7 augusti 2014, då han efterträddes av Aleksandr Zachartjenko. Som flera andra ledare i Folkrepubliken Donetsk är Borodaj uppförd på EU:s sanktionslista.
Borodaj har tidigare varit redaktör för den ultranationalistiska ryska tidskriften Zavtra ("Morgondagen"), som drivs av den ryska författaren och aktivisten Aleksandr Prochanov. I december 2011 grundande Borodaj och Prochanov den nationalistiska internetbaserade TV kanalen Den-TV. Den-TV har regelbundet gästats av författaren Konstantin Dusjenov, tidigare dömd till fängelse för antisemitism.